# Robert Wilkins
Robert Timothy Wilkins (Hernando, 16 januari 1896 – Memphis, 26 mei 1987) was een Amerikaanse zanger en gitarist uit Mississippi met zowel Afro-Amerikaanse als Cherokee-voorouders. Hij stond bekend om zijn veelzijdigheid: ragtime, blues, vaudevillenummers en gospel, hij beheerste het allemaal.
Een van zijn bekendste nummers is That's No Way to Get Along, dat hij later, toen hij dominee was geworden, omwerkte tot de gospelblues Prodigal Son. Deze versie werd in 1968 gecoverd door The Rolling Stones.

## Biografie

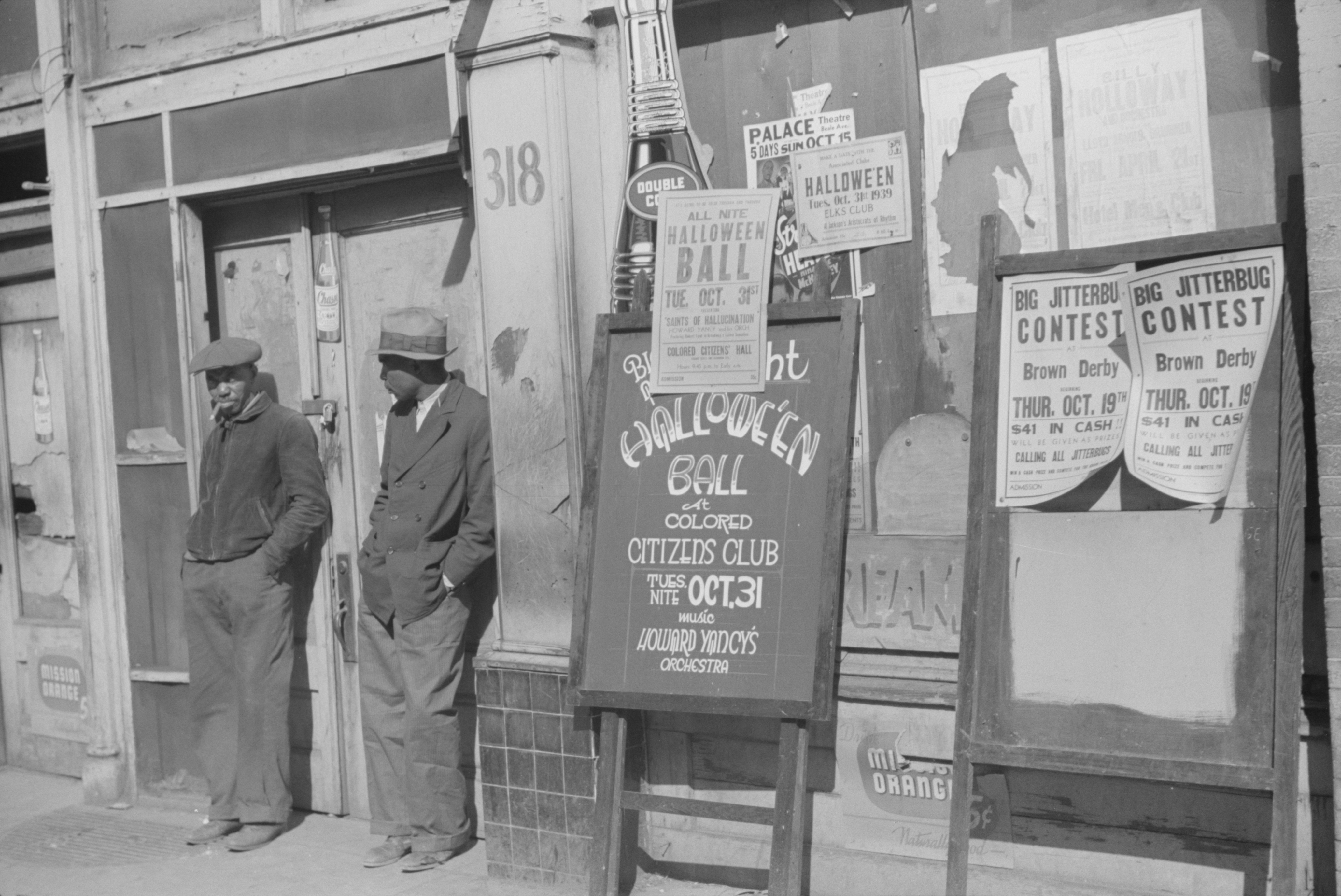
Vertier rond Halloween in Beale Street in Memphis, 1939 (foto: Marion Post Wolcott)

Robert Timothy Wilkins werd geboren op 16 januari 1896 in Hernando (Mississippi), ruim dertig kilometer ten zuidwesten van Memphis. Zijn ouders waren George Wilkins en Julia Starks. Nog voordat Robert geboren werd, moest zijn vader de staat ontvluchten, omdat hij tijdens een ruzie een witte man had geslagen. Zijn moeder hertrouwde twee jaar later met Polk 'Sam' Oliver en zo kwam Robert Timothy Wilkins bekend te staan als Tim Oliver, een naam die hij later ook als muzikant zou gebruiken. Hij groeide op op een boerderij en kreeg zijn eerste gitaarlessen van zijn stiefvader. Als kind kwam hij al regelmatig in Memphis, als er katoen moest worden afgeleverd in de pakhuizen die langs de kades aan de Mississippi stonden. In de jaren 1911-1915 speelde hij samen met onder anderen Gus Cannon en stadgenoot Jim Jackson op feesten en partijen in de omgeving van Hernando.
In 1915 verhuisde hij naar Memphis en nam hij de naam van zijn echte vader aan. Hierna verdiende hij een tijd lang de kost buiten de muziek. Na zijn diensttijd in het Amerikaanse leger in 1918-1919 keerde hij terug naar Memphis, waar hij rond 1927 hij zijn eigen jugband oprichtte om aan te haken bij de jugband-rage die toen heerste, en hoewel hij niet zo succesvol was als de Memphis Jug Band, wist hij wel enige lokale faam te verwerven met een radio-optreden in 1927 in Memphis. In de periode erna trad hij regelmatig in Memphis op, niet alleen met zijn jugband maar ook met Furry Lewis, Memphis Minnie, Son House en anderen. Hij gaf optredens bij alle mogelijke gelegenheden, zoals house parties en barbecues, in restaurants, hotels en bordelen, bij schoolfeesten en witte kinderpartijtjes, op straat en zelfs in de politiebureaus van Memphis als het zo uitkwam. In de jaren 1960 zou hij beweren dat hij Memphis Minnie nog gitaarles had gegeven en dat hij Frank Stokes naar huis had gespeeld. Verder maakte hij rond 1930 vaak deel uit van rondtrekkende vaudeville- en minstrelshows in het noorden van Mississippi.
Rond 1936, toen hij een jaar of veertig was, stopte hij met het spelen van de blues en koos hij voor de kerk, nadat er tijdens een van zijn optredens een ruzie uit de hand was gelopen. Toen hij in 1968 werd geïnterviewd, zei hij hierover: "Het gebeurde ineens. Alsof ik werd aangesproken en ik ernaar luisterde: 'Doe het niet meer.'" In 1950 werd hij gewijd tot dominee. In 1964 werd hij opgespoord door de bluesliefhebbers Dick and Louisa Spottswood en kreeg hij de uitnodiging om op folkfestivals te komen spelen en zijn gospelblues op te nemen. Bij zijn comeback bleek dat Wilkins het musiceren niet verleerd was. Op het Newport Folk Festival van 1964 speelde hij onder andere Prodigal Son, een gekerstende versie van zijn That's No Way To Get Along uit 1929, die The Rolling Stones in 1968 zouden coveren op hun album Beggars Banquet. In 1964 nam hij ook zijn eerste langspeelplaat op: Rev. Robert Wilkins, Memphis Gospel Singer voor Piedmont Records. In de jaren 1968-1971 speelde hij op diverse blues- en folkfestivals in de Verenigde Staten.
Robert Wilkins bleef tot in de jaren 1970 actief als dominee. Toen blueshistoricus Paul Oliver hem in 1980 bezocht, bleek Wilkins het beter voor elkaar te hebben dan veel van zijn vroegere collega's, zoals Furry Lewis die in een houten huisje met twee kamers woonde. Wilkins daarentegen had een comfortabele villa met een carport en een veranda waar hij de klanten voor zijn zelfbereide medicijnen op basis van geneeskrachtige kruiden ontving.
Robert Wilkins overleed op 26 mei 1987 op 91-jarige leeftijd in Memphis.

## Muziek
In de jaren 1928-1935 maakte Wilkins plaatopnames voor de labels Victor, Brunswick en Vocalion. Bij zijn laatste opnamesessie werd hij begeleid door de gitarist Son Joe en een onbekende spoons-bespeler.
Bekende nummers uit deze periode zijn That's No Way to Get Along en Rollin' Stone. De nummers Get Away Blues en I'll Go With Her Blues had hij geleerd van Garfield Akers, een bluesman die ook in Hernando en Memphis actief was en een grote invloed op Wilkins had. Old Jim Canan's werd in de jaren 1930 niet uitgebracht en is alleen bekend van een proefpersing. Het raakte pas later bekend toen het op compilaties terechtkwam. Het is een ongebruikelijk nummer voor een blueszanger en heeft waarschijnlijk een vaudevilleachtergrond. De titel verwijst naar de ooit vermaarde jukejoint van Jim Kinane in Memphis die in 1916 zijn deuren sloot.

## Discografie

### Blues (1928-1935)
Achter de titels staat het jaar waarin de 78 toerenplaat werd uitgebracht.
Victor
Robert Wilkins (zang, gitaar)
opname: 7 september 1928, Memphis
- I Told My Rider - Part 1 (niet uitgebracht)
- I Told My Rider - Part 2 (niet uitgebracht)
- Rolling Stone – Part 1 (Victor 21741) - release: 21 december 1928
- Rolling Stone – Part 2 (Victor 21741) - 21 december 1928
- Jail House Blues (Victor 23379) - februari 1933
- I Do Blues (47000-2) - februari 1933

Brunswick
Robert Wilkins (zang, gitaar)
opname: september 1929, Peabody Hotel, Memphis
- That's No Way To Get Along (Brunswick 7125) - 1929
- Alabama Blues (Brunswick 7205) - 1930
- Long Train Blues (Brunswick 7205) - 1930
- Falling Down Blues (Brunswick 7125) - 1929

opname: circa februari 1930, Memphis
- Nashville Stonewall Blues (Brunswick 7168) - 1930
- Police Sergeant Blues (Brunswick 7168) - 1930
- Get Away Blues (Brunswick 7158) - 1930
- I'll Go With Her Blues (Brunswick 7158) - 1930

Vocalion
Robert Wilkins alias "Tim Wilkins" (zang, gitaar), Son Joe (gitaar), "Kid Spoons" (spoons)
productie: H.C. Speir en Art Satherly
opname: 10 oktober 1935, Jackson (Mississippi)
- Dirty Deal Blues (Vocalion 03223) - 1936
- Black Rat Blues (Vocalion 03176) - 1936
- New Stock Yard Blues (Vocalion 03223) - 1936

opname: 12 oktober 1935, Jackson (Mississippi)
- Old Jim Canan's (destijds niet uitgebracht)
- Losin' Out Blues (Vocalion 03176) - 1936

Compilaties (selectie)
- Diverse artiesten, Going Away Blues (1926-1935), 1969, Yazoo L-1018
- Robert Wilkins. The Original Rolling Stone, 1980 (CD: 1989), Yazoo L-1077
- Robert Wilkins 1928-35. Complete Recordings in Chronological Order, 1983 (Wolf WSE-111)
- Robert Wilkins - Tom Dickson - Allen Shaw: Memphis Blues (1928 - 1935). Complete Recorded Works In Chronological Order, 2003 (Document DOCD-5014)

### Gospel (1964-1971)
- Rev. Robert Wilkins, Memphis Gospel Singer, 1964 (Piedmont Records) – opnames: Washington D.C., 1964
- ...Remember Me, 1993 (Genes GCD 9902) – liveopname van het Memphis Country Blues Festival, 1969

Compilaties (selectie)
- Diverse artiesten, Blues at Newport 1964 - Part 2, 1965 (Vanguard VRS 9181) – opname: 23-26 juli 1964, Newport Folk Festival (Rhode Island)

Met een nummer van Robert Wilkins: Prodigal Son
- Diverse artiesten, Traditional Music at Newport 1964 - Part 2, 1965 (Vanguard VRS 9181) – opname: 23-26 juli 1964, Newport Folk Festival (Rhode Island)

Met twee nummers van Robert Wilkins: I Wish I Was in Heaven Sitting Down en Thank You, Jesus (met de Georgia Sea Island Singers)
- Diverse artiesten, The 1968 Memphis Country Blues Festival, 1968 (Blue Horizon 7-63210) - opname: 20 juli 1968, Municipal Shell, Overton Park, Memphis

Met twee nummers door Robert Wilkins (zang, gitaar), Douglas Wilkins (zang, bekkens, tamboerijn) en John Wilkins (bas): In Heaven, Sitting Down en What Do You Think About Jesus?
- Bibliothèque nationale de France: cb139011657 (data)
- Gemeinsame Normdatei: 134557212
- International Standard Name Identifier: 0000 0000 7732 4434
- Library of Congress Control Number: n93036064
- MusicBrainz: ec4078c1-fbe4-42e8-9e6e-6b84473bc123
- Istituto Centrale per il Catalogo Unico: DDSV031241
- Système universitaire de documentation: 196561590
- Virtual International Authority File: 6222149296246780670007
- WorldCat: E39PCjCCcBxvyYTYrrqMWXC38K